# Beldanga
Beldanga (en bengalí: বেলডাঙা ) es una ciudad de la India, en el distrito de Murshidabad, estado de Bengala Occidental.

## Geografía
Se encuentra a una altitud de 19 m s. n. m. a 181 km de la capital estatal, Calcuta, en la zona horaria UTC +5:30.

## Demografía
Según estimación 2010 contaba con una población de 30204 habitantes.